# Esbjerg község
Esbjerg község (dánul: Esbjerg Kommune) Dánia 98 községének (kommune, helyi önkormányzattal rendelkező közigazgatási egység) egyike.
A 2007. január 1-jén életbe lépő közigazgatási reform során hozzá csatolták a korábbi Bramming és Ribe községet is.

## Települések
Települések és népességük:
- Andrup (1037)
- Bramming (7104)
- Bryndum (470)
- Egebæk (1190)
- Endrup (205)
- Esbjerg (71554)
- Gredstedbro (1062)
- Gørding (1754)
- Grimstrup (592)
- Guldager (828)
- Hunderup (262)
- Jernved (341)
- Lustrup (242)
- Nørre Vejrup (724)
- Ravnsbjerg (344)
- Ribe (8317)
- Roager (327)
- Skads (416)
- Store Darum (938)
- Tarp (6101)
- Tjæreborg (2523)
- Vester Nebel (431)
- Vester Vedsted (334)
- Vilslev (291)
- Øster Vedsted (824)